# Atlanta (Kansas)
Pour les articles homonymes, voir Atlanta (homonymie).
Atlanta est une municipalité américaine située dans le comté de Cowley au Kansas.
Lors du recensement de 2010, sa population est de 195 habitants. La municipalité s'étend alors sur une superficie de 0,50 mille carré (1,29 km2).
Atlanta est fondée en 1885,. Elle se développe en devenant un centre d'export de bétail sur le chemin de fer vers San Francisco. Elle serait nommée d'après l'héroïne de la mythologie Atalante ou d'après la ville d'Atlanta.